# Nsok
Nsok és un municipi de Guinea Equatorial, de la província de Kié-Ntem a la Regió Continental. És un municipi que inclou una petita serralada.

## Història
Els espanyols hi van arribar el 1933.
El 2005 tenia 4.620 habitants.

## Cultura
És un dels pocs indrets on a la dècada del 1970 es practicava la dansa anomenada ngòàn `ntángán (en català: noia blanca), que es caracteritza per l'ús d'una màscara amb tres rostres blancs. En aquesta dansa la frase de la solista comença quan encara canta el cor de dones, i encara canta quan comencen a cantar els homes, el que genera una singular sonoritat. Pel que fa a la cultura del municipi, va destacar Bikoro, conegut com el tocador de `nkúú.